# Bob McLeod (Comiczeichner)

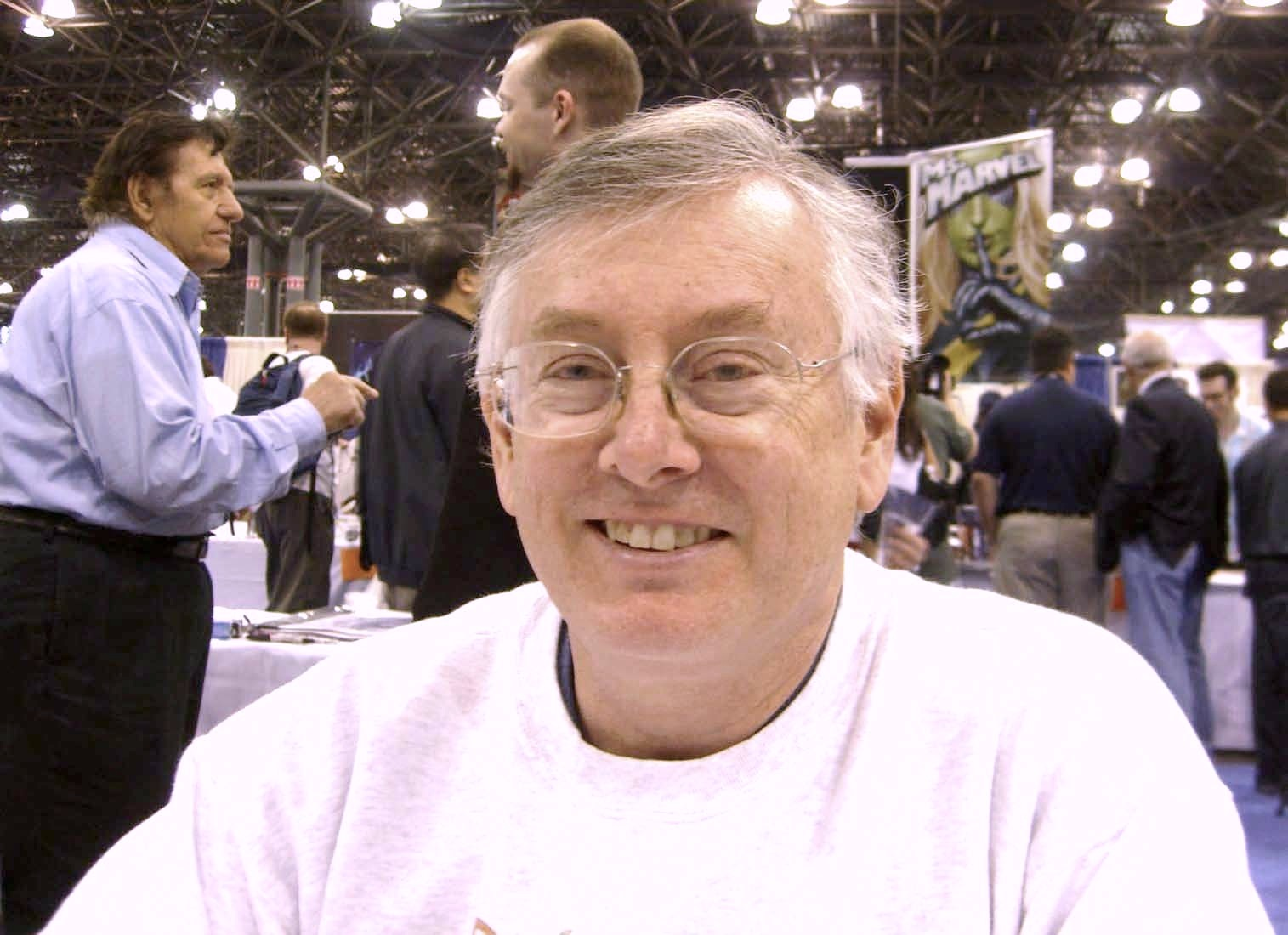
Bob McLeod im April 2008 bei der New York Comic Convention

Bob McLeod (* 9. August 1951 in Tampa, Florida) ist ein US-amerikanischer Comiczeichner.

## Leben und Arbeit
McLeod begann nach dem Studium an der Auburn University und dem Art Institute of Fort Lauderdale in den 1970er Jahren als hauptberuflicher Comiczeichner zu arbeiten. Dabei betätigt er sich sowohl als Bleistift- wie auch als Tuschezeichner. 
McLeods zeichnerisches Werk umfasst unter anderem Zeichnertätigkeiten („Runs“) für die bei DC-Comic erscheinende Serie Action Comics in den frühen 1990er Jahren, die von den Abenteuern des Superhelden Superman handelt, sowie für die bei Marvel Comics erscheinenden Serien Spider-Man, Star Wars und New Mutants. Die letztere wurde sogar maßgeblich von McLeod geprägt, da er der erste Zeichner war, der das von Autor Chris Claremont entworfene Konzept in Bilder fasste. Zu den berühmtesten Geschichten, die McLeod (mit-)visualisierte, zählen die Spider-Man-Story Cravens letzte Jagd („Craven's Last Hunt“) sowie die Superman-Geschichte Krise um das klinkerroten Kryptonit ("Crisis of the Crimson Kryptonite").
Zu den Künstlern, mit denen McLeod in der Vergangenheit häufig zusammengearbeitet hat, zählen unter anderem die Autoren Chris Claremont und Roger Stern sowie die Zeichner Mike Zeke.
In der jüngeren Vergangenheit hat McLeod ein Kinderbuch mit dem Titel Superhero ABC verfasst, das 2008 bei HarperCollins erschienen ist, sowie mehrere Ausgaben der Serie The Phantom (schwedisch: Fantomen) für den schwedischen Verlag Egmont illustriert.
| Personendaten    | Personendaten                   |
| ---------------- | ------------------------------- |
| NAME             | McLeod, Bob                     |
| KURZBESCHREIBUNG | US-amerikanischer Comiczeichner |
| GEBURTSDATUM     | 9. August 1951                  |
| GEBURTSORT       | Tampa, Florida                  |